# Archidiecezja Morelia
Archidiecezja Morelia (łac. Archidioecesis Moreliensis) – rzymskokatolicka meksykańska archidiecezja ze stolicą w Morelii.
Papież Paweł III 11 sierpnia z 1536 erygował diecezję Morelia przez wydzielenie jej terytorium z diecezji México. Decyzją Piusa IX z 26 stycznia 1863 podniesiona została do rangi archidiecezji, a 22 listopada 1924 nadała jej została nazwa archidiecezja Morelia. Współcześnie jest jedną z czterech najstarszych struktur Kościoła w Meksyku. Na obszarze archidiecezji w stanie Michoacán znajdują się cztery sufraganie: Apatzingán, Lázaro Cárdenas, Tacámbaro i Zamora. 
Główną świątynią archidiecezji jest katedra Przemienienia Pańskiego w Morelii, zaś patronką Matka Boża z Patzcuaro.
Pierwszym świętym pochodzącym z archidiecezji Morelia jest Jezus Méndez Montoya.
Działalność edukacyjną realizują Archidiecezjalne Wyższe Seminarium i Niższe Seminarium Duchowne Matki Bożej z Guadalupe.

## Ordynariusze
Biskupi
1. Vasco de Quiroga (1536-1565)
2. Antonio Ruíz de Morales y Molina OS (1566-1572)
3. Juan de Medina Rincón y de la Vega OSA (1574-1588)
4. Alonso Guerra OP (1592-1596)
5. Domingo de Ulloa OP (1598-1601)
6. Andrés de Ubilla OP (1603)
7. Juan Fernández de Rosillo (Rovillo) (1603-1606)
8. Baltazar de Cobarrubias y Múñoz OSA (1608-1622)
9. Alonso de Enríquez de Toledo y Armendáriz OdeM (1624-1628)
10. Francisco de Rivera y Pareja OdeM (1629-1637)
11. Marcos Ramírez de Prado y Ovando OFM (1639-1666)
12. Payo Enríquez de Rivera Manrique OSA (1668-1668)
13. Francisco Antonio Sarmiento y Luna OSA (1668-1674)
14. Francisco Verdín y Molina (1673-1675)
15. Francisco de Aguiar y Seijas y Ulloa (1677-1680)
16. Antonio de Monroy OP (1680-1680)
17. Juan de Ortega Cano Montañez y Patiño (1682-1699)
18. García Felipe de Legazpi y Velasco Altamirano y Albornoz (1700-1704)
19. Manuel de Escalante Colombres y Mendoza (1704-1708)
20. Felipe Ignacio Trujillo y Guerrero (1713-1721)
21. Francisco de la Cuesta OSH (1723-1724)
22. Juan José de Escalona y Calatayud (1728-1737)
23. José Félix Valverde (1738-1741)
24. Francisco Pablo Matos Coronado (1741-1744)
25. Martín de Elizacoechea (1745-1756)
26. Pedro Anselmo Sánchez de Tagle (1757-1772)
27. Luis Fernando de Hoyos y Mier (1773-1776)
28. Juan Ignacio de la Rocha (1777-1782)
29. Francisco Antonio de San Miguel Iglesia Cajiga OSH (1783-1804)
30. Marcos de Moriana y Zafrilla (1805-1810)
31. Manuel Abad y Queipo (1811-1811)
32. Juan Cayetano José María Gómez de Portugal y Solís (1831-1850)

Arcybiskupi
1. Clemente de Jesús Munguía y Núñez (1850-1868)
2. José Ignacio Árciga Ruiz de Chávez (1868-1900)
3. Atenógenes Silva y Álvarez Tostado (1900-1911)
4. Leopoldo Ruiz y Flores (1911-1941)
5. Luis María Altamirano y Bulnes (1941-1970)
6. Manuel Martín del Campo Padilla (1970-1972)
7. Estanislao Alcaraz y Figueroa (1972-1995)
8. Alberto Suárez Inda (1995-2016)
9. Carlos Garfias Merlos (od 2016)